# Елвуд (Јута)
Елвуд (енгл. Elwood) град је у америчкој савезној држави Јута.

## Демографија
По попису из 2010. године број становника је 1.034, што је 356 (52,5%) становника више него 2000. године.
| Група             | 2000.       | 2010.       |
| Белци             | 632 (93,2%) | 953 (92,2%) |
| Афроамериканци    | 0 (0,0%)    | 1 (0,1%)    |
| Азијати           | 9 (1,3%)    | 13 (1,3%)   |
| Хиспаноамериканци | 29 (4,3%)   | 46 (4,4%)   |
| Укупно            | 678         | 1.034       |